# Sphaerotheristus pseudodentalus
Sphaerotheristus pseudodentalus är en rundmaskart som beskrevs av Timm 1968. Sphaerotheristus pseudodentalus ingår i släktet Sphaerotheristus och familjen Monhysteridae. Inga underarter finns listade i Catalogue of Life.